# 陈晓
陳曉（1987年7月5日—），男，汉族，祖籍浙江宁波，生于安徽合肥，中国大陆演员。

## 生平
1987年7月5日,陈晓出生在安徽省合肥市的一个公务员家庭，祖籍浙江省宁波市，陈晓从2005級中央戏剧学院表演系本科班毕业后，签约了华谊兄弟公司。2013年，出演電視劇《陸貞傳奇》中的高湛一角走红。

## 家庭
2015年8月26日，中國大陸媒體報導陳曉與同为演员的陳妍希相識到相愛姊弟戀，當日双方經紀人證實雙陳戀該消息，並表示二人已預定於2016年7月19日舉辦婚禮。2016年7月5日，陳曉與陈妍希於安徽省合肥市領取結婚證。同年7月19日二人於北京市雁棲湖舉辦婚禮，婚禮共有超過300名嘉賓出席。同年7月21日於台北市舉辦歸寧宴。年底，陈妍希於台北市产下一子。2025年2月18日，两人发表声明宣布已经离婚並共同撫養孩子。

## 影視作品

### 電影
| 上映年份 | 電影名稱         | 角色          |
| -------- | ---------------- | ------------- |
| 2010年   | 狄仁傑之通天帝國 | 陸離          |
| 2013年   | 聖王（電影短片） | 楊奇          |
| 2013年   | 宮鎖沈香         | 胤祥          |
| 2014年   | 智取威虎山       | 高波          |
| 2015年   | 新娘大作戰       | 凱文（Kevin） |
| 2016年   | 睡在我上鋪的兄弟 | 林向宇        |
| 2017年   | 神秘家族         | 樹樹          |
| 2017年   | 建軍大業         | 任弼時        |
| 2019年   | 如影隨心         | 陸松          |
| 待上映   | 一表人才         |               |
| 待上映   | 阿麦从军         |               |
| 待上映   | X的故事          |               |
| 待上映   | 有一场雪         |               |

### 電視劇/網路劇
| 首播年份 | 戲劇名稱           | 角色        | 備註               |
| -------- | ------------------ | ----------- | ------------------ |
| 1997年   | 我們班的歌         | 孫東        |                    |
| 2010年   | 歡喜婆婆俏媳婦     | 郭嘯天      |                    |
| 2010年   | 國色天香           | 賀坤        |                    |
| 2011年   | 孔子               | 宋朝/韓剛   |                    |
| 2011年   | 被遺棄的秘密       | 張戴維      | 客串               |
| 2012年   | 宮鎖珠簾           | 允禧        |                    |
| 2012年   | 賞金獵人           | 白少群      |                    |
| 2012年   | 王的女人           | 羅豐        |                    |
| 2013年   | 笑傲江湖           | 林平之      |                    |
| 2013年   | 陸貞傳奇           | 高湛        |                    |
| 2013年   | 我的極品是前任     | 前男友      | 網路劇，第五集出現 |
| 2013年   | 龍門鏢局           | 苗星仁      | 網路劇，友情客串   |
| 2013年   | 大秦帝國之縱橫     | 羋炎        |                    |
| 2013年   | 東山學堂           | 蕭洋        |                    |
| 2014年   | 宮鎖連城           | 薩滿        | 友情客串           |
| 2014年   | 神鵰俠侶           | 楊過/楊康   |                    |
| 2015年   | 大漢情緣之雲中歌   | 劉病己      |                    |
| 2015年   | 極品女士（第四季） | 莎莎好友    | 網路劇，第一集出現 |
| 2016年   | 睡在我上鋪的兄弟   | 林向宇      | 網路劇             |
| 2016年   | 五鼠鬧東京         | 白玉堂      |                    |
| 2017年   | 遇見愛情的利先生   | 利耀南      |                    |
| 2017年   | 大秦帝國之崛起     | 羋琰        | 2011年拍攝         |
| 2017年   | 雲巔之上           | 唐斐        |                    |
| 2017年   | 那年花開月正圓     | 沈星移      | 網路劇             |
| 2017年   | 紅薔薇             | 肖君浩      |                    |
| 2019年   | 獨孤皇后           | 楊堅        |                    |
| 2019年   | 一場遇見愛情的旅行 | 金小天      |                    |
| 2019年   | 陸戰之王           | 張能量      |                    |
| 2020年   | 了不起的儿科医生   | 邓子昂      |                    |
| 2021年   | 舒克與桃花         | 舒克        | 2016年拍攝         |
| 2021年   | 理想照耀中国       | 何敬平      | 單元《叛逆者》     |
| 2021年   | 百炼成钢           | 瞿秋白      | 單元《国际歌》     |
| 2021年   | 突围               | 秦小冲      | 特别出演           |
| 2022年   | 好好说话           | 楊光        |                    |
| 2022年   | 梦华录             | 顾千帆      |                    |
| 2022年   | 冰雨火             | 吴振峰      |                    |
| 2023年   | 人生之路           | 高加林      |                    |
| 2023年   | 尘封十三载         | 陸行知      | 網路劇             |
| 2023年   | 云襄传             | 云襄/駱文佳 | 網路劇             |
| 2023年   | 无与伦比的美丽     | 許耀        |                    |
| 2024年   | 小日子             | 朱劲草      |                    |
| 2024年   | 火柴小姐和美味先生 | 陳墨雨      | 2016年拍攝         |
| 待播     | 大生意人           | 古平原      |                    |
| 待播     | 隐瞒之事           |             | 網路劇             |
| 待播     | 云襄传2            | 云襄/駱文佳 |                    |
| 待播     | 奇迹               | 青年卢晓波  | 單元《城的琴》     |

### 話劇
| 年份   | 劇名             | 角色            |
| ------ | ---------------- | --------------- |
| 2007年 | 紅玫瑰白玫瑰     | 佟振保          |
| 2007年 | 玩偶之家         | 尼爾·柯洛克斯泰 |
| 2007年 | 風雪夜歸人       | 魏蓮生          |
| 2007年 | 色·戒            | 易先生          |
| 2008年 | 被縛的普羅米修斯 | 普羅米修斯      |

## 音樂作品

### MV出演
| 年份   | 曲名   | 出演者       |
| ------ | ------ | ------------ |
| 2013年 | 聖王   | 華嬌、丁匯宇 |
| 2013年 | 親愛的 | 劉忻         |
| 2015年 | 天地   | 林鵬         |

### 演唱歌曲
| 形式 | 發佈日期      | 專輯名稱           | 歌曲名稱 | 合唱藝人 |
| ---- | ------------- | ------------------ | -------- | -------- |
| OST  | 2012年3月23日 | 電視劇《陸貞傳奇》 | 心情     | 趙麗穎   |
| CF   | 2013年9月4日  | 網遊《聖王》       | 聖王     |          |
| OST  | 2014年12月3日 | 電視劇《神鵰俠侶》 | 你我     | 陳妍希   |
| OST  | 2014年12月3日 | 電視劇《神鵰俠侶》 | 十六年   | 劉忻     |
| CF   | 2015年8月14日 | 手遊《神鵰俠侶》   | 愛如初見 | 陳妍希   |
| OST  | 2017年2月23日 | 電視劇《雲巔之上》 | 悲前喜劇 |          |

## 獎項
| 年份   | 頒獎典禮                   | 獎項                                         | 作品               | 備註 |
| ------ | -------------------------- | -------------------------------------------- | ------------------ | ---- |
| 2012年 | 中國校園文藝榜中榜榮耀盛典 | 年度最受青少年喜愛的影視偶像獎               |                    | 獲獎 |
| 2013年 | 第2屆亞洲偶像盛典          | 最具潛力男演員獎                             |                    | 獲獎 |
| 2013年 | BQ江南紅人榜               | 年度人氣偶像獎                               |                    | 獲獎 |
| 2013年 | 青春的選擇頒獎盛典         | 內地最受歡迎男演員獎                         |                    | 獲獎 |
| 2013年 | 第4屆國劇盛典              | 極具青春號召力演員獎                         | 《陸貞傳奇》       | 獲獎 |
| 2014年 | 2013微博之夜               | 微博年度人氣獎                               | 《陸貞傳奇》       | 獲獎 |
| 2014年 | 東南衛視娛樂樂翻天         | 2013年十大風格人物                           |                    | 獲獎 |
| 2016年 | 2015微博之夜               | 微博年度男神獎                               |                    | 獲獎 |
| 2016年 | 第33屆大眾電影百花獎       | 最佳男配角獎                                 | 《智取威虎山》     | 提名 |
| 2017年 | 第22屆華鼎獎               | 中國古裝題材電視劇最佳男演員                 | 《五鼠鬧東京》     | 提名 |
| 2017年 | 亞洲影響力盛典             | 最佳男演員奬                                 |                    | 獲獎 |
| 2017年 | 第14屆MAHB年度先生盛典     | 年度傑出內地藝人獎                           |                    | 獲獎 |
| 2018年 | 中國電視劇品質盛典         | 年度受網路關注男演員、年度觀眾喜愛品質劇星獎 | 《那年花開月正圓》 | 獲獎 |
| 2019年 | 第26届北京大学生电影节     | 最受欢迎男演员                               | 《如影随心》       | 獲獎 |

## 公益活動
- 2012年8月，陳曉參加由中國社會福利基金會、春苗營養廚房公益基金和免費午餐基金聯合承辦的「盛滿愛·建好廚房吃好飯」慈善晚宴，陳曉助拍了斯蒂芬馬布里的球衣和球鞋，共募得善款125.1萬元，善款被用於為寧夏、湖北、河南等省區數十個農村寄宿制學校建設春苗營養廚房，並為這些學前班兒童提供一年免費餐費[29]。
- 2013年11月，陳曉成為由中華環境保護基金會發起的公益活動「螢火行動」的愛心大使，在微博上發起了「螢火行動益起來」的話題，以「心中有愛，愛中有光」為主題宣傳，呼籲粉絲和社會為在山區沒有電的孩子們送去光明、帶去希望[30]。
- 2014年，陳曉發佈個人app倡導公益，希望借助互動，倡導眾人為公益盡力[31]。
- 2015年，陳曉的粉絲為偶像整理了「愛心公益活動總結」的視頻，把陳曉近幾年出席全國各大城市的公益活動用視頻的方式整理了下來，並表示在陳曉的積極影響下，粉絲們也積極投身公益，貢獻出自己的力量。
- 2016年5月，陳曉熱心公益活動 自制畫冊助力慈善，此次參與慈善基金公益計劃，拍品中不僅有陳曉暖心的告白ID，還有在《神雕俠侶》拍攝期間親筆繪制的畫冊。據悉，此次拍賣收入將全部捐贈，支持慈善基金公益計劃，為貧困山區的孩子們搭建寓教於樂的成長樂園[32]。10月陳曉公益廣告：關注愛滋兒童公益廣告[33]。
- 2017年9月，李冰冰、陳漫、陳曉共同為「粉紅絲帶」公益項目發聲[34]。12月陳曉加入中國文藝志願者協會，成為第二批個人會員。[35]

## 外部連結
- 陈晓在豆瓣上的资料（简体中文）
- 陈晓在互联网电影资料库（IMDb）上的資料（英文）
- 陈晓在时光网上的簡介（简体中文）
- 陈晓在香港影庫上的簡介
- 陈晓的新浪博客
- 陈晓的新浪微博
- 陳曉工作室的新浪微博